# リサンドロ・ペレス
リサンドロ・ホセ・ペレス・ベレンスエラ（Lisandro José Pérez Verenzuela、2000年6月7日 - ）は、ベネズエラ・アプレ州サン・フェルナンド・デ・アプレ出身のプロサッカー選手。ウルグアイ・ トルネオ・ウルグアージョ・コパ・コカ・コーラのボストン・リーベルに所属している。ポジションはFW。

## 来歴
ユース時代から新興チームのアカデミア・プエルト・カベージョで過ごし、国内リーグリーガFUTVEの2018年シーズンにトップチームに昇格。同年1月29日のメトロポリターノスFC戦でプロデビュー。4月6日のエストゥディアンテス・デ・カラカス戦では、プロ初ゴールを決め、チームを1-0の勝利に導き、国内メディアからの注目を集めるようになった 。
2019年6月、 トルネオ・ウルグアージョ・コパ・コカ・コーラのボストン・リーベルへの1年間のローン移籍が決定した。